# 송탄출장소
송탄출장소는 평택시의 출장소이다. 옛 송탄시를 중심으로 한 지역(진위면, 서탄면, 고덕면, 고덕동, 중앙동, 서정동, 송탄동, 지산동, 송북동, 신장1동, 신장2동)을 관할한다.

## 역사
- 1995년 5월 10일 : 송탄시, 평택시, 평택군이 도농복합시인 평택시로 통합되면서[1] 평택시청 송탄출장소가 설치되었다.[2]
- 1996년 4월 19일 : 동부동이 송탄동으로 개칭되었다.[3]
- 1998년 10월 1일: 도원동이 송탄동에 통합되었다.[4]

## 생활권
'2020년 평택 도시기본계획'에 따르면 송탄출장소는 북부대생활권을 이루고 송탄·고덕의 2개 중생활권으로 나뉜다. 고덕중생활권에는 고덕면만 속한다.

## 같이 보기
- 송탄
- 안중출장소
- 평택시